# Samding Dorje Phagmo

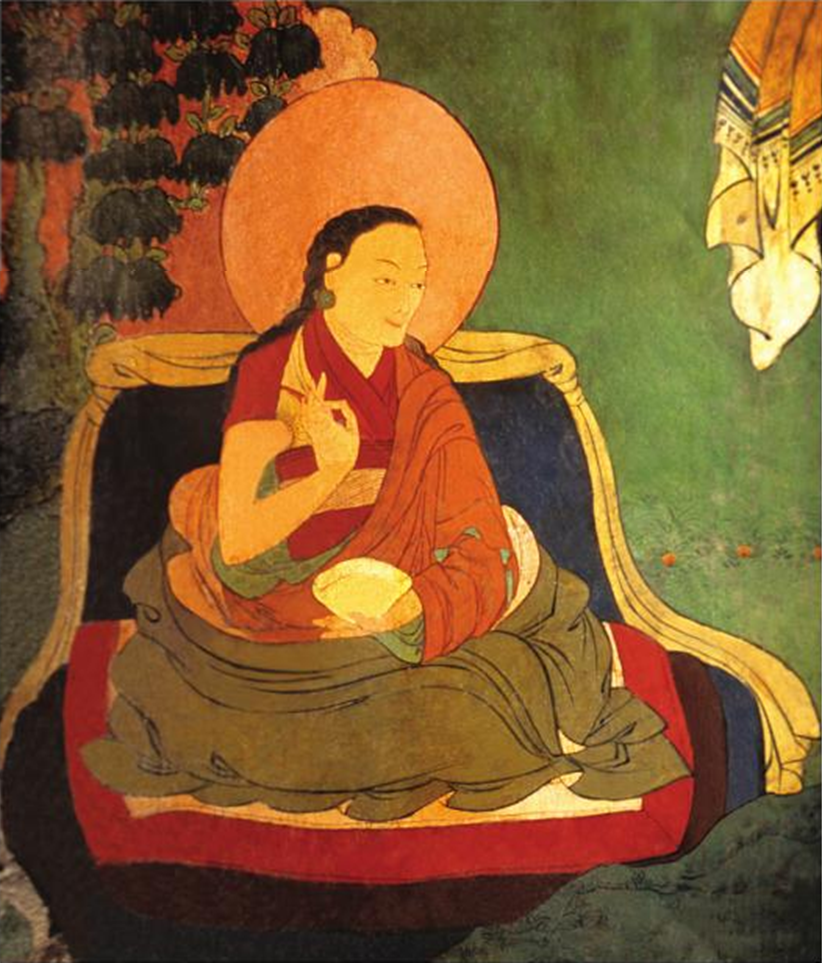
Målning av Samding Dorje Phagmo från 1500-talet. Nyêmo Chekar-klostret i, Nyêmo, Lhasa, Tibet.

Samding Dorje Phagmo är en högt rangordnad linje av kvinnliga tulkor, det vill säga en kroppslig manifestation av en buddha, inom tibetansk buddhism. De olika återfödelserna av Samding Dorje Phagmo anses vara inkarnationer av den tantriska guden Dorje Phagmo. Den nutida Samding Dorje Phagmo heter Dechen Chokyi Dronma, och föddes år 1938. Till skillnad från till exempel Dalai Lama, valde hon att stanna kvar i Tibet efter Kinas övertagande. I dagsläget är hon både en tibetansk lama och samtidigt medlem av Kinas kommunistiska parti.

## Den första Samding Dorje Phagmon
Den första Samding Dorje Phagmo var en prinsessa som troligtvis föddes år 1422, i närheten av dagens Nepal. Hon giftes bort mycket ungt och önskade länge att få lämna det sekulära livet och bli nunna. Hennes föräldrar var dock emot detta. Hon försökte fly från slottet, men misslyckades. Därefter började hon skada sig själv. bland annat slet hon av sig håret som hon sedan kastade på sina föräldrar. Detta ledde till att föräldrar tillät att hon skulle få bli nunna. Det enda motkravet var att hon inte skulle visa sig inför sin man i det skick hon befann sig i. Samding Dorje Phagmo fick då ta på sig peruk och fina kläder och lyckades övertala sin man att gifta sig med en annan kvinna, och låta henne gå. När hon väl lämnat slottet, red hon till klostret Porong Pelmo Choding, där hon blev novisnunna. Där fick hon också namnet Chokyi Dronma, "Dharmans lampa, som hon blivit känd som. Den mästare som tog emot henne vid klostret fick skarp kritik för att ha låtit en kvinna ansluta sig till klostret. Samding Dorje Phagmo blev så småningom fullständig nunna, och kämpade för kvinnors rättigheter inom den tibetanska klosterverksamheten. Hon är en av få historiska kvinnor inom den tibetanska buddhismen som blivit fullständig nunna.